# Robby Ginepri

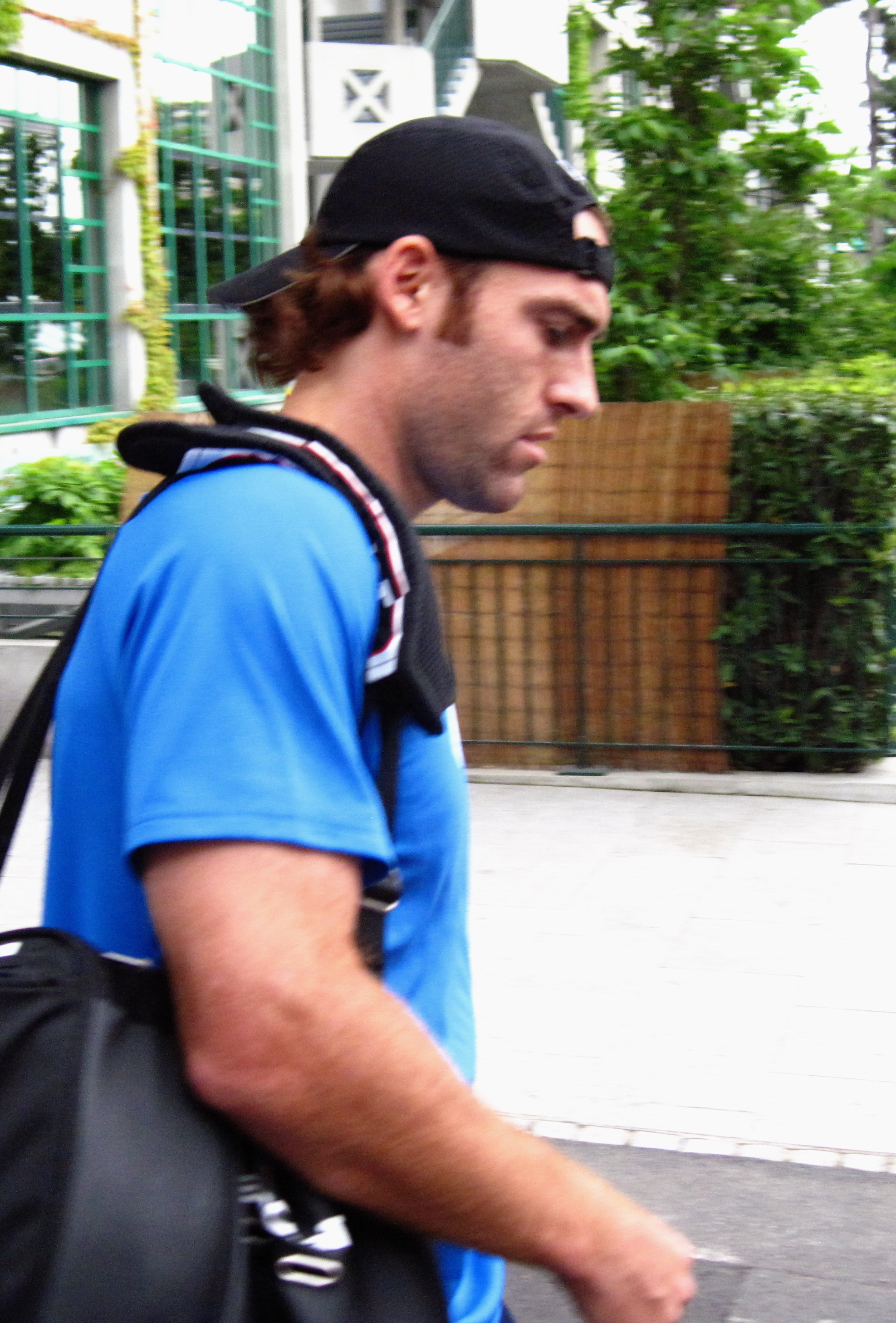
Robby Ginepri

Robby Ginepri, född 7 oktober 1982 i Fort Lauderdale, Florida, USA, är en amerikansk högerhänt före detta tennisspelare. Ginepri bor i Kennesaw, Georgia, USA. Han blev proffs 2001 och nådde sin bästa placering 15 i december 2005. Ginepri har i sin karriär vunnit tre singeltitlar.

## Singeltitlar (3)
- 2009 - Indianapolis
- 2005 - Indianapolis
- 2003 - Newport